# Doubravka Přemyslovna
Doubravka, též Dobrava († 977) byla dcerou českého knížete Boleslava I. z rodu Přemyslovců a od roku 965 manželkou knížete Měška I., zakladatele polského státu. Byla také sestrou českého knížete Boleslava II., Mlady a Strachkvase.

## Doubravka
Doubravka, po německu Guta či Bona, což znamená dobrá, se narodila zřejmě někdy mezi lety 933 a 936. Byla svěřena do výchovy řádových sester, patrně v klášteře v bavorském Řezně (Regensburgu), kde později studovali i její bratr Strachkvas a sestra Mlada.
Starší historiografie tvrdí, že Doubravka byla poprvé provdaná za míšeňského markraběte Günthera von Merseburg, se kterým měla mít syna Ekkeharda I. V roce 1895 tuto hypotézu vyslovil historik Oswald Balzer. Saský letopisec Thietmar Merseburský, který zaznamenal i události českých dějin, totiž nazval Guncelina, bratra Ekkeharda I. (syna Günthera z Merseburgu), bratrem Boleslava Chrabrého, v případě pravdivosti této hypotézy syna Doubravky z druhého manželství.

## První polská kněžna
Jisté je, že se Doubravka roku 965 vdala za polského knížete Měška. Měškovi porodila zcela jistě jednoho syna, pozdějšího polského krále Boleslava Chrabrého, a možná i druhého syna – českého knížete Vladivoje – a dceru, švédskou a dánskou královnu Sigrid.
Doubravka značně přispěla k tomu, že Měšek I. přijal křest. Letopisec Thietmar Merseburský o Doubravce píše:
| „ | Měšek vzal si za ženu urozenu sestru staršího Boleslava, která tak, jak zněla ve jméně svém, jevila se i ve skutečnosti. Dobrava totiž se jmenuje po slovansky ta, která německým jazykem se překládá Bona. Neboť tato Kristu věrná paní, když poznala, že manžel její je naplněn různými bludy pohanskými, horlivým důmyslem své vznešené mysli stále a stále přemítala, jak by ho k sobě přidružila i ve víře, a namáhala se s umírněností a všemi prostředky se snažila jemu zalíbiti, nikoliv pro mnohotvárné požitky tohoto světa, ale spíše pro budoucí odměnu, chvályhodný a všem věřícím toužebný plod. | “ |

Kněžna Doubravka se podílela nejen na křtu svého manžela, ale i na christianizaci jeho země. Přivedla si s sebou do Polska skupinu kněží a mnichů, mezi nimiž se možná nacházel i budoucí první polský biskup Jordan. Připisuje se jí založení kostelů sv. Trojice a sv. Víta v Hnězdně a Panny Marie na Ostrowie Tumskim v Poznani.
Manželství Doubravky a Měška utvrdilo česko-polské porozumění, které vydrželo až do kněžniny smrti. Když v roce 973 po smrti Oty I. Velikého došlo na uznání nového panovníka, Doubravčin manžel Měšek i bratr Boleslav II. podpořili stejného kandidáta na následnictví Oty – bavorského vévodu Jindřicha II. Svárlivého.

## Smrt a místo pohřbení
Doubravka zemřela v roce 977. Józef Ignacy Kraszewski ve své knize z roku 1888 napsal, že byl odkryt její hrob v hnězdenské katedrále pod prostým křížem. Obecně se však místo posledního odpočinku kněžny Doubravky považuje za neznámé.
Po smrti Doubravky vztahy mezi Čechami a Polskem značně ochladly.

## Galerie

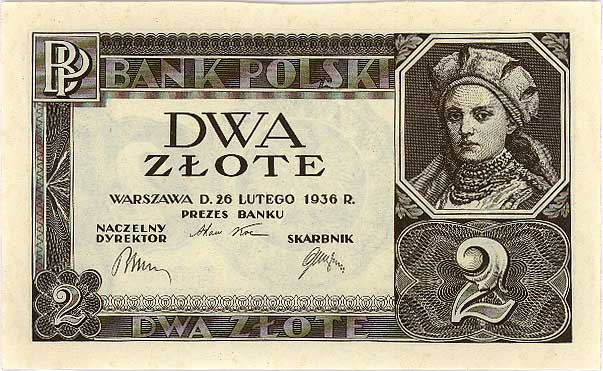
Polské dva Zloté s vyobrazení Doubravky.
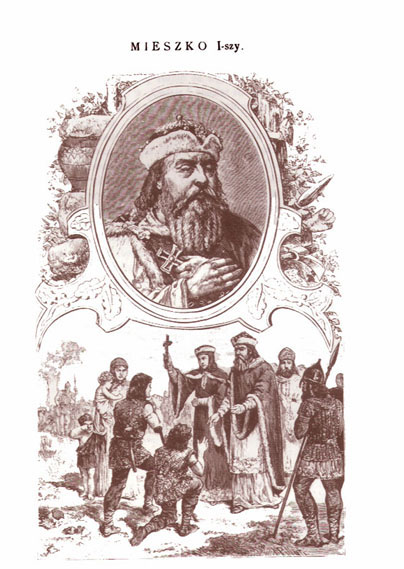
Měšek I., Doubravka a christianizace.
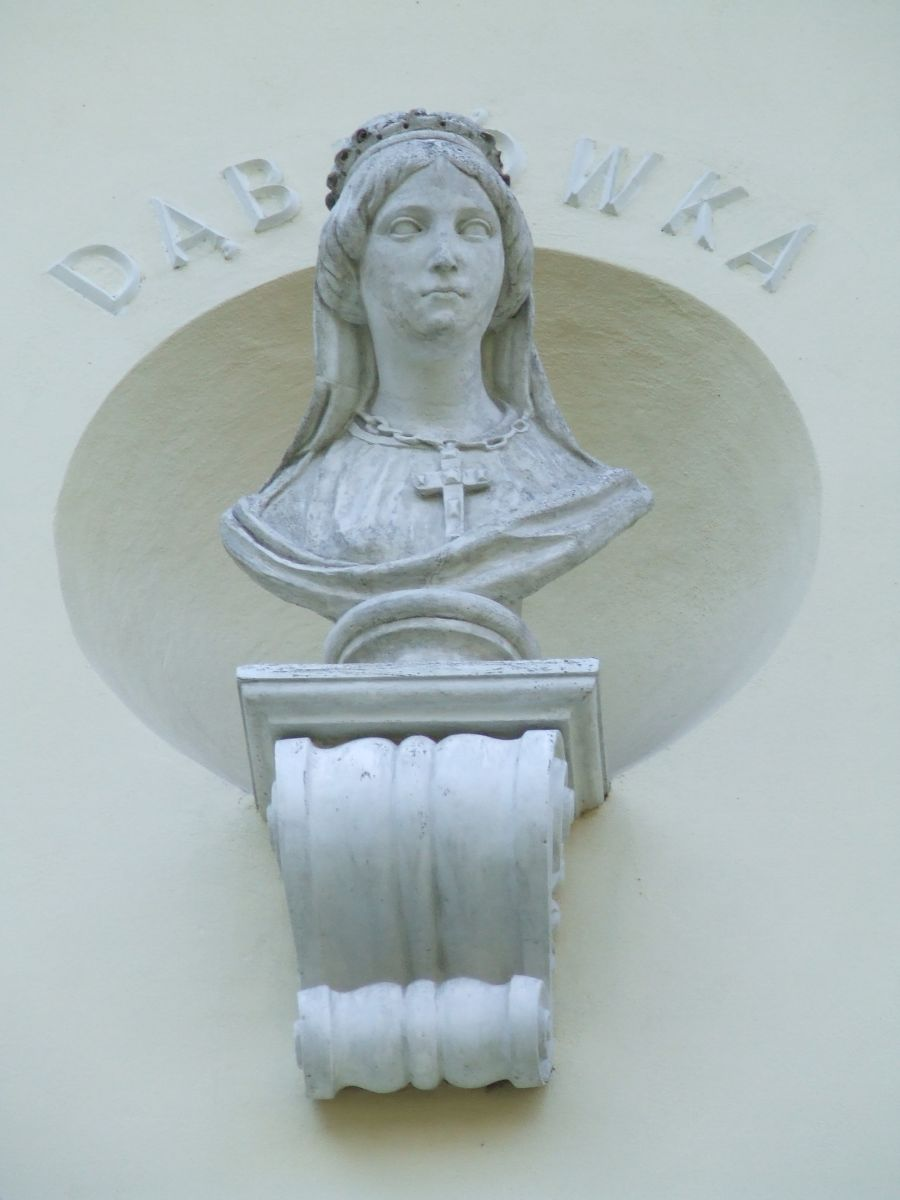
Busta Doubravky v paláci Ursynówů.

## Genealogie
| Vratislav I. nar. ok. 888 zm. 13. února 921 | Vratislav I. nar. ok. 888 zm. 13. února 921 |                                      |                                      | Drahomíra ze Stodor zm. po 935 | Drahomíra ze Stodor zm. po 935 |  |  | ? | ? |          |          | ? | ? |
|                                             |                                             |                                      |                                      |                                |                                |  |  |   |   |          |          |   |   |
|                                             |                                             |                                      |                                      |                                |                                |  |  |   |   |          |          |   |   |
|                                             |                                             | Boleslav I. nar. asi 915 zm. 967/972 | Boleslav I. nar. asi 915 zm. 967/972 |                                |                                |  |  |   |   | Biagota? | Biagota? |   |   |
|                                             |                                             |                                      |                                      |                                |                                |  |  |   |   |          |          |   |   |
|                                             |                                             |                                      |                                      |                                |                                |  |  |   |   |          |          |   |   |
|                                             |                                             |                                      |                                      |                                |                                |  |  |   |   |          |          |   |   |

|                                          |                                          | Měšek I. nar. asi 935 zm. 25. května 992 OO 965 | Měšek I. nar. asi 935 zm. 25. května 992 OO 965 | Doubravka nar. asi 933/936 zm. 977 | Doubravka nar. asi 933/936 zm. 977 |  |  |  |  |  |  |
|                                          |                                          |                                                 |                                                 |                                    |                                    |  |  |  |  |  |  |
|                                          |                                          |                                                 |                                                 |                                    |                                    |  |  |  |  |  |  |
|                                          |                                          |                                                 |                                                 |                                    |                                    |  |  |  |  |  |  |
| Boleslav Chrabrý nar. 967 zm. 17. 6 1025 | Boleslav Chrabrý nar. 967 zm. 17. 6 1025 | Sigrid Storråda? nar. 968–972 (?) zm. po 1014   | Sigrid Storråda? nar. 968–972 (?) zm. po 1014   | Vladivoj? zm. 1003                 | Vladivoj? zm. 1003                 |  |  |  |  |  |  |